# Escolas das Testemunhas de Jeová
Ao longo dos anos, as Testemunhas de Jeová têm implementado e desenvolvido diversos projectos educacionais visando essencialmente habilitar os seus membros para a sua extensa obra de evangelização. Algumas destas escolas têm um objectivo mais geral e estão disponíveis a milhões. Outras delas contêm um currículo mais vocacionado para os ministros mais experientes entre os seus membros.

## Conceito sobre a educação em geral
Alguns críticos consideram que as Testemunhas de Jeová desencorajam os seus membros de frequentarem as instituições de ensino seculares, especialmente as chamadas de Ensino Superior. (Sobre esta questão, obtenha mais informação no tópico respectivo no artigo Posições controversas das Testemunhas de Jeová) No entanto, as Testemunhas de Jeová dão grande valor à educação em termos gerais, segundo o que se infere de vários artigos publicados em revistas e brochuras (A Sentinela, de 1 de Novembro de 1992, pág. 10-21; A Sentinela, de 1 de Fevereiro de 1996, pág. 9-14). A publicação As Testemunhas de Jeová e a Educação, editada pela Sociedade Torre de Vigia, em 1995, afirmava na sua introdução:
"Um dos principais objetivos da escolaridade é treinar os filhos para a vida cotidiana que inclui habilitá-los a cuidar das necessidades da sua família num tempo futuro. As Testemunhas de Jeová acham que isto é uma responsabilidade sagrada. A própria Bíblia diz: "Certamente, se alguém não fizer provisões para os seus próprios, e especialmente para os membros de sua família, tem repudiado a fé e é pior do que alguém sem fé." (1 Timóteo 5:8) Os anos passados na escola preparam os filhos para as responsabilidades que terão de assumir na vida. As Testemunhas acham, por isso, que a educação deve ser levada muito a sério. [...]as Testemunhas incentivam seus filhos a estudar diligentemente e a levar a sério as tarefas que recebem na escola. A Bíblia ensina também a sujeição às leis do país em que se vive. Portanto, quando a instrução escolar é obrigatória até certa idade, as Testemunhas de Jeová acatam esta lei. — Romanos 13:1-7.
Sem depreciar a importância do treinamento para a vida cotidiana, a Bíblia mostra que este não é nem o único, nem o principal objetivo da educação. A educação bem-sucedida também deve estimular nos filhos a alegria de viver e ajudá-los a ocupar seu lugar na sociedade como pessoas bem equilibradas. Por isso, as Testemunhas de Jeová acham que a escolha das atividades fora da sala de aula é muito importante. Acreditam que a descontração salutar, a música, os passatempos, os exercícios físicos, as visitas a bibliotecas e a museus, e assim por diante, desempenham um papel importante na educação equilibrada. Além disso, ensinam aos filhos a respeitar pessoas de mais idade e a procurar oportunidades para ser prestativos."

## Escola do Ministério Teocrático
Sendo a escola com maior número de matriculados em todo o mundo, esta escola foi inaugurada no Betel de Brooklyn em Fevereiro de 1942 sob a designação Curso Avançado do Ministério Teocrático. Na ocasião, todos os membros varões da família de Betel de Brooklyn foram convidados a alistar-se. O curso consistia num discurso proferido à escola inteira. As irmãs foram convidadas a assistir a ela, mas naquele tempo não eram inscritas na escola. Depois do discurso, os estudantes deslocavam-se para salas menores onde todos os inscritos apresentavam discursos sob a tutela de conselheiros treinados. Efectuava-se mensalmente uma recapitulação, preparada pelo instrutor da escola.
Na Assembleia "Chamada à Ação", realizada em 247 cidades por todos os Estados Unidos em 17 e 18 de Abril de 1943, foi anunciado e demonstrado o Curso do Ministério Teocrático. Um lançamento impresso, com o mesmo nome, foi o folheto de 96 páginas, que continha orientações sobre como dirigir a nova escola em cada congregação, e também fornecia informações para os discursos de instrução semanais. O instrutor designado da escola deveria agir como presidente e oferecer conselhos construtivos para os discursos de estudantes, de seis minutos cada, proferidos sobre vários tópicos bíblicos pelos varões inscritos. Desde o começo de 1959, as mulheres nas congregações passaram a poder alistar se na Escola do Ministério Teocrático.

### Manuais usados

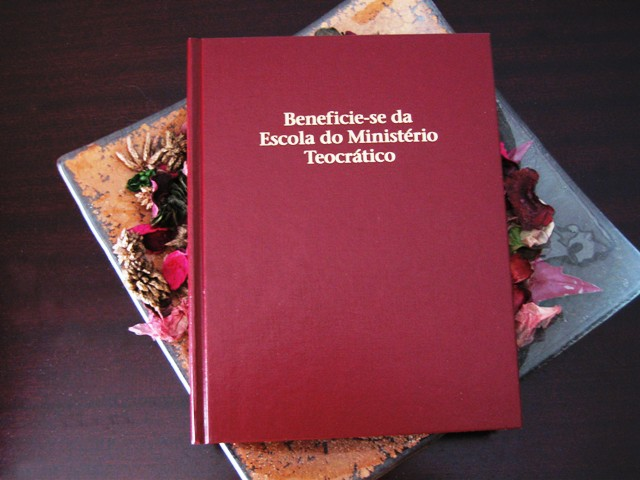
Livro "Beneficie-se da Escola do Ministério Teocrático", usado actualmente como manual básico desta Escola

Várias publicações nos anos sucessivos foram preparadas para serem usadas no que hoje é a Escola do Ministério Teocrático. Uma das primeiras publicações Equipado Para Toda Boa Obra, foi lançada pela Sociedade Torre de Vigia em 1946. Outro livro, usado até hoje, é Toda a Escritura É Inspirada por Deus e Proveitosa, de 1963 e revisado em 1990. Em 1971 foi editado o Manual da Escola do Ministério Teocrático, revisado em 1992, que fornecia orientações sobre o funcionamento da escola bem como alistava as principais características de oratória que os estudantes deveriam aprimorar e sobre as quais recebiam conselho. Em 2001 foi lançado o actual manual básico da Escola, o livro Beneficie-se da Escola do Ministério Teocrático.
Além de uma parte introdutória que destaca as vantagens do estudo metódico e da boa preparação, o livro inclui uma descrição detalhada de 53 características que qualquer bom orador público deveria aplicar. Em 2003, a Escola do Ministério Teocrático em todas as congregações das Testemunhas de Jeová passou a funcionar segundo os moldes delineados neste novo manual.

### Requisitos para os matriculados
Embora todos sejam bem-vindos para assistir à Escola do Ministério Teocrático, os que nela se matriculam têm de estar sintonizados com os ensinos do livro principal da escola, a Bíblia. Mesmo que alguém não seja ainda uma Testemunha de Jeová batizada, ou nem mesmo um publicador não batizado, ainda assim pode matricular-se. Apenas se exige que leve uma vida compatível com os requisitos morais da Bíblia e que saiba ler. Portanto, os estudantes não podem levar vida imoral.
Espera-se que os matriculados na Escola do Ministério Teocrático se vistam de modo modesto e asseado, como se esperaria de alguém que tem uma mensagem de grande importância a apresentar. Não há requisito de idade. Há crianças de 4 ou 5 anos, que já sabem ler, que estão matriculadas e cumprem designações regularmente, bem como homens e mulheres de 90 anos ou mais.

### Funcionamento básico
Para facilitar o comparecimento, as sessões da Escola, de 30 minutos, são quase sempre realizadas numa noite no meio da semana. Depois de breves comentários de boas-vindas do instrutor, o primeiro participante, um orador experiente, destaca pontos de interesse no trecho da Bíblia designado para ser lido em casa naquela semana por toda a classe, em geral dois capítulos. Concedem-se dois minutos para essa apresentação e seis minutos são abertos à assistência para que os que o pretenderem possam apresentar os pontos que consideraram mais importante na sua leitura pessoal. Os estudantes que seguem essa tabela de leitura semanal terão lido a Bíblia inteira dentro de um certo período. Esta primeira participação é entregue a anciãos ou servos ministeriais habilitados.
Seguem-se três apresentações de estudante. Uma delas é a leitura de um pequeno trecho da Bíblia, retirado de uma seção da leitura da semana, durante um período de até três minutos. As outras duas apresentações baseiam-se em publicações que todos os estudantes são incentivados a ler em preparação para a aula. Algumas destas apresentações possuem apenas um tema pré-definido e espera-se que os estudantes efetuem a sua própria pesquisa. Depois de cada apresentação de estudante, o instrutor da escola dá breves elogios e, após a conclusão da Escola e em particular, apresentará sugestões de melhora.
Conforme o número de matriculados e das condições do Salão do Reino, poderá operar ao mesmo tempo mais uma ou duas Salas adicionais onde as três últimas apresentações são também realizadas perante um instrutor e os membros da congregação que pretendam assistir. Após a conclusão, todos os estudantes regressam ao Auditório principal.

### Biblioteca da Escola do Ministério Teocrático
Conforme as circunstâncias, cada Salão do Reino usualmente possui uma biblioteca disponível a todos os membros da congregação. Visto que o objetivo da Escola é auxiliar o estudo da Bíblia e a apresentação da sua mensagem a terceiros, a Biblioteca costuma incluir publicações da Sociedade e uma variedade de traduções da Bíblia. Também costuma existir um bom dicionário ou outras obras similares de consulta. Para auxiliar a pesquisa de informação, são incluídos Índices de Publicações da Torre de Vigia e, onde possível, um computador com o CD-Rom Watchtower Library (Biblioteca Torre de Vigia) instalado.

### Alfabetização
Visto que um dos requisitos para participar na Escola do Ministério Teocrático é que os matriculados saibam ler, isto constituía um problema onde a maioria das pessoas são analfabetas. Assim, desde o seu início, em meados dos anos 40 do Século XX, a Escola do Ministério Teocrático incluía um programa de alfabetização nos locais onde isso era necessário.
O folheto Aprenda a Ler e a Escrever, disponível em 6 idiomas, e a mais recente brochura Aplique-se à Leitura e à Escrita, disponível em 29 idiomas, ambas lançadas pela Sociedade Torre de Vigia, têm servido como manuais de aprendizagem em vários pontos da Terra, onde se mantêm escolas de alfabetização gratuitas e ministradas por Testemunhas voluntárias.
Desde 1946, quando se começaram a guardar registos no México, até ao fim do Século XX, mais de 143.000 pessoas aprenderam a ler e a escrever em turmas criadas para esse fim. O governo mexicano mostrou o seu apreço por este esforço. Numa carta oficial de 25 de Janeiro de 1966, mencionava-se:
"De acordo com o Diretor-Geral, tenho a satisfação de congratular sua Instituição pela cooperação patriótica que ela está dando em toda a República às pessoas analfabetas. Espero que seu entusiasmo não diminua na continuação desta luta persistente contra o analfabetismo, em que todos os bons mexicanos estão empenhados."
Em 1974, um diretor do Escritório Geral para Educação de Adultos do Departamento de Educação Pública, do México, escreveu a La Torre del Vigía de México, a associação civil usada naquele país pelas Testemunhas de Jeová, as seguintes palavras:
"Aproveito o ensejo para congratulá-los cordialmente , pela elogiável cooperação que sua associação tem prestado ano após ano em benefício do nosso povo."
Na Nigéria, aulas de alfabetização já são dadas pelas Testemunhas de Jeová desde 1949. Por volta de 1961, milhares de nigerianos já haviam aprendido a ler, e os registos disponíveis mostram que, entre 1962 e 1994, mais 25.599 adultos foram ensinados a ler e a escrever nessas aulas. Uma pesquisa, efectuada em meados dos anos 90 do Século XX, mostrou que mais de 90% das Testemunhas de Jeová na Nigéria são alfabetizadas, em comparação com menos de 50% do restante da população.
No Burundi, as Testemunhas de Jeová dão aulas de alfabetização ajudando muitas pessoas a aprender a ler e a escrever. Depois de avaliar os bons resultados desse programa, o Escritório Nacional de Alfabetização de Adultos daquele país concedeu a quatro instrutores das Testemunhas de Jeová um prêmio no Dia Internacional de Alfabetização, em 8 de setembro de 1999.
NO início do Século XXI, aulas de alfabetização eram realizadas em cerca de 850 congregações das Testemunhas de Jeová em Moçambique. Nos finais de 200l, a Rádio Moçambique em emissão nacional transmitiu seguinte anúncio:
"O presidente da República visitou as instalações da sede da Igreja Testemunhas de Jeová em Maputo onde encorajou aquela congregação religiosa a intensificar os programas de moralização da família e de educação de adultos, ou seja, alfabetização, que já beneficiam cerca de 10.000 pessoas. Segundo o Presidente Chissano, iniciativas como esta são louváveis, porque são uma contribuição valiosa para a sociedade civil na resolução dos problemas ligados à educação dos quais o país ainda se ressente."
O anúncio prosseguiu com o seguinte trecho do discurso do presidente:
"Este interesse de muitos pela alfabetização já nos encoraja. Mostra-nos que a sociedade civil vai nos ajudar a superar esses baixos índices de alfabetização. E, portanto, só queria encorajar as Testemunhas de Jeová, para intensificarem esses trabalhos de alfabetização para que as pessoas possam comunicar-se mais facilmente, e, mais tarde, aumentar as capacidades de participar na educação em geral."
Muitos milhares têm sido também beneficiados por estas aulas em países como Bolívia, Brasil, Camarões, Filipinas, Honduras, Ilhas Salomão, Zâmbia, entre outros.

## Centro Educacional da Torre de Vigia
Na sequência do projecto de mudar parte dos serviços a funcionar na sede da Sociedade Torre de Vigia em Brooklyn e também nas instalações em Wallkill, em 1988 iniciou-se a procura de um local adequado para esse efeito. Em 1988 foi adquirida uma propriedade, a cerca de 110 km da cidade de Nova Iorque e iniciaram-se os trabalhos de construção. Em 1995, parte do Centro Educacional estava já a funcionar mas foi no dia 19 de Maio de 1999 que se inaugurou o Centro Educacional da Torre de Vigia, em Patterson, Nova Iorque, EUA, com um discurso de dedicação a Jeová(nome pessoal de Deus mencionado na Biblia). Este Centro Educacional é composto por um conjunto de 28 prédios, onde podem viver e trabalhar cerca de 1200 pessoas voluntárias, projectados para promover a educação bíblica em todo o mundo, no âmbito da obra realizada pelas Testemunhas de Jeová.
A Escola Bíblica de Gileade, cujo campus se situava originalmente em South Lansing, Nova Iorque, e que desde 1943 já treinou mais de 7.000 estudantes para o serviço missionário das Testemunhas, passou então a funcionar no Centro Educacional. De igual forma, a Escola para Membros de Comissões de Filial, que desde Novembro de 1995 já forneceu instruções a 360 membros de comissões de filial de 106 países, bem como a Escola para Superintendentes Viajantes, passaram a funcionar ali.
As instalações acomodam o Departamento de Áudio e Vídeo da Sociedade, onde se produzem discos e filmes relacionados com a obra das Testemunhas. Estão ali situados o Laboratório Fotográfico, o Departamento de Arte, o Departamento de Engenharia e o Departamento de Informática. Conta ainda com o Departamento de Serviço, que supervisiona as actividades de mais de 11.000 congregações e de cerca de 600 superintendentes viajantes apenas no território norte americano, bem como com o Departamento de Correspondência da Redacção, que responde a cerca de 14.000 perguntas por ano. Estão instalados ali o Departamento de Serviços de Tradução, que efectua trabalho de tradução para mais de 100 idiomas diferentes, e o Departamento de Braille. Funciona ali também o Departamento Jurídico, que fornece assistência jurídica às Testemunhas de Jeová em todo o mundo. O Centro Educacional possui ainda um auditório que acomoda cerca de 1.700 pessoas.

## Escola do Serviço de Pioneiro
Para melhorar a eficiência dos que já servem como pioneiros regulares e especiais, iniciou-se em 1977 a Escola do Serviço de Pioneiro. Onde era possível, a realização desse curso foi programada em cada Circuito ao redor do mundo. Todos os pioneiros foram convidados a frequentar esse curso de duas semanas, ou seja dez dias úteis. A partir daí, progressivamente, todos os Pioneiros Regulares que completam o seu primeiro ano de serviço, são convidados a receber o mesmo treinamento. Até ao final do Século XX, só nos Estados Unidos, mais de 200.000 pioneiros haviam sido treinados nessa Escola. Em igual período, no Brasil, realizaram-se mais 1.700 turmas no Brasil incluindo mais de 40.000 Pioneiros Regulares.
Cada estudante recebe um manual que é estudado intensivamente durante as duas semanas de estudo. Esta publicação, preparada exclusivamente para os pioneiros, intitula-se Brilhando Como Iluminadores no Mundo, e pretende ajudar os estudantes a melhorar a sua habilidade em usar a Bíblia no ministério de evangelização. Em 2004 foi lançada uma versão revisada deste manual, sendo que os Pioneiros a servir nesse trabalho voluntário já por quinze anos ou mais, passaram a ser convidados a frequentar uma segunda vez a Escola, recebendo este novo manual. Fundamentalmente, segundo as Testemunhas, o programa do curso da Escola do Serviço de Pioneiro possui três objectivos básicos:
- Andar com Jeová em imitação de Jesus Cristo;
- Aumentar mais plenamente o amor pela associação inteira dos irmãos;
- Melhorar as habilidades de pregação e de ensino, a fim de brilharem mais eficazmente "como iluminadores no mundo".

Usualmente, as aulas são ministradas em Salões do Reino que ofereçam as melhores condições para o funcionamento da Escola, sendo que muitas vezes são as congregações da proveniência dos estudantes, ou congregações vizinhas, que suprem os fundos necessários para a sua realização, especialmente no que concerne à alimentação dos estudantes durante os dez dias. Normalmente, estas Escolas são programadas para o mês de Agosto, a cada ano.

## Escola do Ministério do Reino
No Congresso de 1958, no Estádio Ianque, o então presidente da Sociedade Torre de Vigia, Nathan H. Knorr, anunciou a criação de uma nova escola para treinar Superintendentes de Circuito e de Distrito, bem como para os que serviam como anciãos ou superintendentes em cada congregação. Este curso, que se chamaria Escola do Ministério do Reino, originalmente consistia em vinte e quatro dias lectivos, noventa e seis sessões de aulas e vinte discursos ou preleções de instrução. Os assuntos incluíam Ensinos do Reino, Ministério de Campo, Reuniões e Superintendentes. Em 9 de Março de 1959 a primeira turma, com 25 estudantes, entrou em funcionamento nas instalações então conhecidas por Fazenda do Reino, em South Lansing, Nova Iorque, onde também funcionava a Escola Bíblica de Gileade. Quando esta última escola foi transferida para Brooklyn, em Setembro de 1960, a Escola do Ministério do Reino continuou na Fazenda do Reino, onde foi possível treinar mensalmente cerca de cem anciãos.
Em 9 de Abril de 1967 a Escola do Ministério do Reino foi transferida para o Betel em Brooklyn. Depois, em 1968, foi transferida para Pittsburgh, onde milhares anciãos receberam treinamento. Em 1974, a escola passou a funcionar em vários Salões do Reino.
Depois do primeiro ano de funcionamento nos Estados Unidos, a matéria do curso foi traduzida para outras línguas e foi usada progressivamente ao redor do globo. Visto que não era possível todos os superintendentes programarem ausentar-se de seu serviço secular por um mês inteiro, a partir de 1966, passou a usar-se uma versão do curso com duas semanas de duração.
Esse curso não era considerado um seminário para treinar homens visando a sua ordenação. Os que cursavam esta escola já eram ministros ordenados, sendo que muitos deles já eram superintendentes nas suas respectivas congregações por décadas. O curso tinha por objectivo dar a oportunidade de se considerarem em mais pormenores as instruções da Bíblia sobre o trabalho que já executavam. Deu-se especial ênfase à obra de pregação de casa em casa, considerando-se formas de realizar mais eficazmente este trabalho. Também se concedeu tempo considerável para examinar as normas bíblicas sobre moral, especialmente numa época em que os conceitos da sociedade humana estavam em profundas mudanças.
A Escola possuía o seu próprio Manual, sendo que em 1977 foi lançada a primeira parte dum novo manual intitulado "Prestai Atenção a Vós Mesmos e a Todo o Rebanho". A segunda e terceira parte foram lançadas em 1979 e 1981, respectivamente. Finalmente, um livro completo com o mesmo título, tendo a matéria revisada do curso, foi lançado em 1991 estando em vigor como Manual da Escola do Ministério do Reino até à actualidade. Este livro é entregue a cada novo ancião, após a sua designação.
Nos anos recentes, o programa do curso original tem sido recapitulado a cada dois ou três anos, em seminários de um dia e meio, que incluem todos os superintendentes de um ou vários circuitos, utilizando-se um Salão do Reino ou um Salão de Assembleias. Os Servos Ministeriais foram também convidados a cursar Escola do Ministério do Reino a partir de 1984, preparando-se seminários de um dia com matéria adequada às funções que exercem.
Além desses seminários periódicas, também se consideram orientações úteis contidas no Manual da Escola do Ministério do Reino, em reuniões dirigidas por superintendentes viajantes com os anciãos locais, por ocasião das suas visitas às congregações. O mesmo acontece durante a realização das Assembleias de Circuito, sendo habitual os anciãos presentes assistirem a uma reunião de cerca de uma hora, após o término do programa geral. Todas estas reuniões permitem dar atenção especial às necessidades específicas do momento e de uma determinada região. São baseadas em esboços provenientes do Corpo Governante das Testemunhas de Jeová, usualmente contendo informações que alertam contra o abandono das normas bíblicas, bem como instruções que contribuem para se uniformìzar os procedimentos em todas as congregações ao redor do mundo.

### Sites oficiais das Testemunhas de Jeová
- (em português) - Site oficial das Testemunhas de Jeová
- (em português) - Tradução do Novo Mundo das Escrituras Sagradas Bíblia on-line

### Outras ligações de interesse
- (em português) - Artigo em site brasileiro dedicado à Educação
- (em português) - Triângulos Roxos - As vítimas esquecidas do Nazismo
- (em inglês) - Museu do Holocausto em Washington - Seção reservada às Testemunhas de Jeová